# 普尔杜朗
普尔杜朗（法語：Pouldouran，法語發音：[pulduʁɑ̃]）是法国阿摩尔滨海省的一个旧市镇，位于该省西北部，属于拉尼永区。2019年1月1日，普尔杜朗和相邻的另外3个市镇合并为新市镇拉罗什若迪（La Roche-Jaudy）。

## 地理
普尔杜朗（48°45'52"N, 3°11'57"W）面积1.02 平方千米，位于法国布列塔尼大區阿摩尔滨海省，该省份为法国西北部沿海省份，位于布列塔尼半岛北部，北濒大西洋英吉利海峡，西接菲尼斯泰尔省，南至莫尔比昂省，东临伊勒-维莱讷省。
与普尔杜朗接壤的市镇（或旧市镇、城区）包括：恩戈阿特、特雷达尔泽克、特罗盖里。

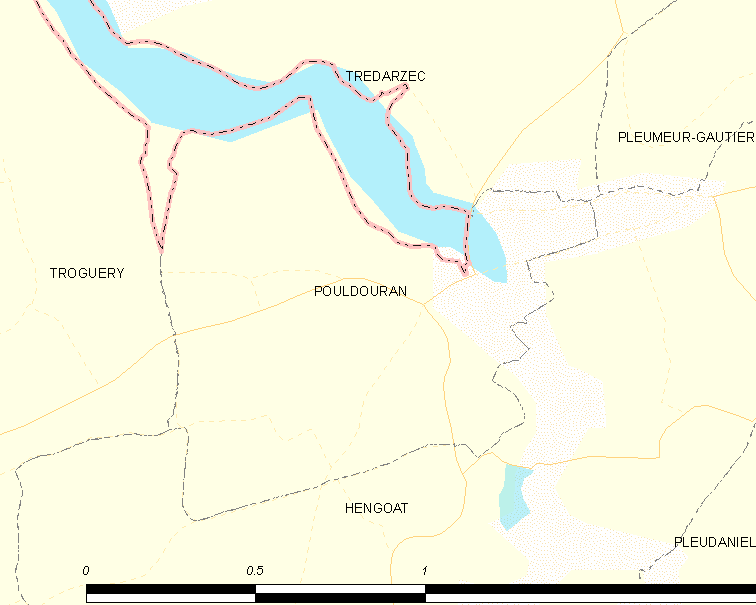
普尔杜朗的OSM定位图

普尔杜朗的时区为UTC+01:00、UTC+02:00（夏令时）。

## 行政
普尔杜朗的邮政编码为22450，INSEE市镇编码为22253。

## 政治
普尔杜朗所属的省级选区为特雷吉耶县。

## 人口

1962-2008年间普尔杜朗人口变化图示

普尔杜朗于2018年1月1日时的人口数量为167人。